# Himmelsblommeväxter
Himmelsblommeväxter (Commelinaceae) är en familj (biologi) enhjärtbladiga växter med cirka 650 arter ett- eller fleråriga örter. Familjen är främst tropisk men finns representerad i nästan hela världen. Inga arter finns dock representerade i vår inhemska flora.
Växterna är ofta, mer eller mindre, suckulenta och innehåller en seg, kladdig växtsaft. Stjälkarna är svullna vid noderna, vilket ger ett ledat intryck. Bladen är strödda, omsluter ofta stjälken och de har parallella nerver. Blommorna omges ofta av ett typiskt båtformat hölsterblad.
Blommorna är tretaliga med tydlig uppdelning i foder- och kronblad, kortlivade och varar bara några timmar.
Flera arter, ur framför allt släktet Tradescantia odlas om trädgårds- eller krukväxter i Sverige.

## Släkten
Familjen är indelad i två underfamiljer, 40 släkten och cirka 650 arter:
- Commelinoideae: 38 släkten och 640 arter:
  - Aetheolirion
  - Amischotolpe
  - Aneilema: 65 arter
  - Anthericopsis
  - Belosynapsis
  - Buforrestia
  - Kallisiasläktet (Callisia)
  - Doftknippesläktet (Cochliostema)
  - Coleotrype
  - Himmelsblomssläktet (Commelina): 170 arter
  - Kattöronsläktet (Cyanotis): 50 arter
  - Blåtriosläktet (Dichorisandra)
  - Dictyospermum
  - Elasis
  - Floscopa
  - Rynkrosettssläktet (Geogenanthus)
  - Gibasis
  - Gibasoides
  - Matudanthus
  - Murdannia: 50 arter
  - Palisotasläktet (Palisota)
  - Pollia
  - Polyspatha
  - Pseudoparis
  - Rhopalephora
  - Sauvallea
  - Silverstreckssläktet (Siderasis)
  - Spatholirion
  - Stanfieldiella
  - Streptolirion
  - Thyrsanthemum
  - Änketårssläktet (Tinantia)
  - Tremastarblomssläktet (Tradescantia): 70 arter. (syn. Campelia, Cymbispatha, Mandonia, Neomandonia, Neotreleasea, Rhoeo, Separotheca, Setcreasea, Treleasea och Zebrina)
  - Tricarpelema
  - Tripogandra
  - Weldenia
- Cartonematoideae: 2 släkten 12 arter
  - Cartonema
  - Triceratella
- Wikimedia Commons har media som rör Himmelsblommeväxter.